# Herxheim (site néolithique)
Le site néolithique de Herxheim, situé sur la commune de Herxheim bei Landau/Pfalz, en Rhénanie-Palatinat (Allemagne), est interprété par les archéologues comme étant un centre religieux néolithique, caractérisé par un charnier renfermant les preuves de pratiques cannibales. Le site de Herxheim possède des similitudes avec celui de Talheim, ou celui de Schletz-Asparn en Autriche. Sa nature est toutefois très différente. Le site peut être daté entre 5 300 et 4 950 av. J.-C., et appartient à la culture rubanée.

## Le site
Le site néolithique de Herxeim a été découvert dans les années 1980 lors d'un projet de construction. Il a fait l'objet de deux campagnes de fouilles en 1996-1999 et 2005-2008.
Les structures archéologiques retrouvées sur le site suggèrent l'existence d'un habitat, ceinturé par une enceinte trapéziforme, délimitant une surface d'environ 5 ha. Ce grand village néolithique renfermait quelques maisons en bois et en terre, dont on a retrouvé les trous de poteaux correspondant aux fondations, et plus de 80 fosses ovoïdes d'extraction d'argile, matériau qui fut utilisé à la confection des murs des habitations, creusées durant une période de plusieurs siècles. Ces fosses, en se recoupant, forment une double enceinte semi-circulaire.

## Découvertes archéologiques
« Au Rubané final, ces fosses deviennent les réceptacles de dépôts spectaculaires composés pour l'essentiel de restes humains, généralement sous la forme de fragments osseux dont le nombre peut aller jusqu'à plusieurs milliers ». 

### Matériel archéologique
Les fosses comportent également des outils en pierre et en os, quelques éléments de parure et principalement de la céramique. Cette céramique se caractérise, à la fois, par sa grande homogénéité chronologique (moins d'un demi-siècle de dépôts) et par la présence simultanée de différents styles céramiques contemporains, correspondant à des productions fabriquées ailleurs au Nord et à l'Est de Herxheim, jusqu'à 400 à 450 km de distance, certaines d'entre elles étant de grande qualité. Les silex découverts sur le site présentent la même variété d'origines géographiques.

### Ossements humains
Les restes humains appartiennent à un minimum estimé de 400 à 450 individus des deux sexes, du nouveau-né au vieillard. La surface fouillée ne couvrant qu'environ la moitié du site archéologique, il est raisonnable de penser qu'un total de plus de 1000 individus ont été inhumés sur le site de Herxheim. Les crânes ont fait l'objet d'une attention particulière : regroupés par lots de trois à cinq exemplaires, la plupart ont été brisés pour ne conserver que la calotte, alors que les mâchoires et les dents, qui se caractérisent habituellement par une bonne conservation, sont absentes. Sur l'un des crânes, le cuir chevelu a été découpé par lanières. De nombreux crânes découverts appartiennent à des enfants.

## Cannibalisme
Les anthropologues Bruno Boulestin et Andrea Zeeb-Lanz estiment que ces ossements humains correspondent à des pratiques de cannibalisme. En effet, de nombreux os portent des traces de découpe et de fracturation, comme on peut en observer sur les découpes bouchères d'ossements animaux contemporains, ou des traces de morsures et de cuisson au feu des côtes. 
L'origine de ce cannibalisme ne semble pas relever de besoins alimentaires mais d'actions rituelles, peut être liées à des raids guerriers suivis de sacrifices humains, ou au contraire à des cérémonies spécifiques qui attiraient des participants lointains venus volontairement sur le site.